# Султанахмет

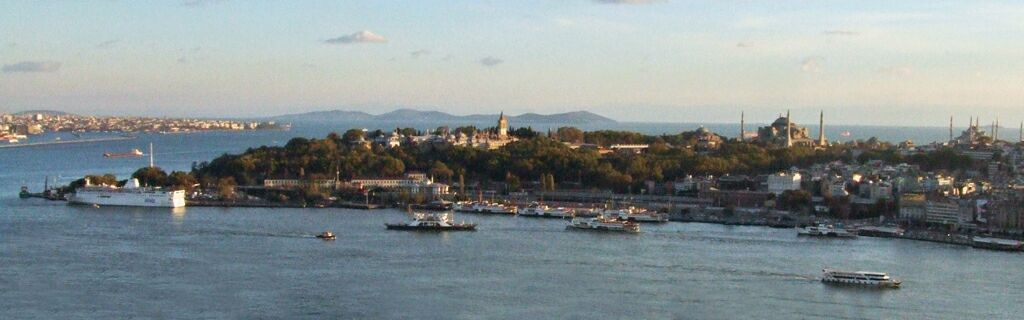
Панорама района Султанахмет

Султанахме́т (тур. Sultanahmet) — район в старой части Стамбула, расположенный в европейской части города на мысе между бухтой Золотой Рог, Босфорским проливом и Мраморным морем. Название района происходит от одноимённой мечети Султанахмет, известной туристам как Голубая мечеть, расположенной в центре района.
Район представляет собой исторический центр города, древнейший акрополь и первый холм Второго Рима. В 1985 году историческая часть района занесена в список всемирного наследия ЮНЕСКО.
В районе расположены такие памятники архитектуры, как Собор Святой Софии, Голубая мечеть, Дворец Топкапы, Цистерна Базилика и др.